# Золотой цвет
Золотой (#FFD700)
Тёмно-золотой (#EEBC1D)
Светло-золотой (#F1E5AC)
Золотой, или золотистый, — цвет, напоминающий золото; жёлтый цвет с металлическим блеском или блестящим отливом.

## Определение
Слово «золотой» (устаревшая форма «златой») известно с X—XI веков. Согласно Словарю Ожегова обозначает предметы «цвета золота, блестяще-жёлтый», согласно Малому академическому словарю «блестяще-жёлтый, цвета золота». Золотистый определяется Словарём современного русского языка как «цветом похожий на золото, блестяще-жёлтого отлива, оттенка».

## Этимология
Название цвета происходит от слова «золото», старославянского злато.

## Сфераденотации
«Золотой» — используется для обозначения цвета природных явлений и астрономических тел (солнце и его свет, месяц, звёзды, облака (тучи), огонь); растений, в том числе их совокупности (хлебная нива, наименования растений, цвет осенней листвы и образное название осени по цвету листвы); животных; при описании внешности человека (волосы).
«Золотистый» — внешность человека; цвет заката, месяца; масти животных; фрукты; растения; минералы.

## Вгеральдикеивексиллологии
Золотой цвет в геральдике обозначает золото, один из двух металлов (наряду с серебром), принятых для использования в гербах.
Из так называемых гербовых цветов было составлено государственное знамя Российской империи, созданное для коронации императора Александра II (1856). Гербом империи был двуглавый орёл чёрного цвета на золотом щите, на груди его изображён серебряный Георгий Победоносец. Разработчик нового знамени барон Бернгард Кёне установил гербовыми цветами России чёрный, золотой (жёлтый) и серебряный (белый). Знамя к коронации выполнили из золотого глазета, на котором красками был изображён государственный герб, его украшала бахрома, «витая из золота, серебра и чёрного шёлка».

## В различных культурах
Во многих древних культурах (Китай, Индия, Египет, в том числе арабо-мусульманского периода) жёлтый цвет связывался с природной стихией (солнце, плодородие, расцвет) и такими понятиями, как начало мироздания, вечность, нетленность. Его значение было перенесено на металл — золото, которое не меняется со временем, жёлтый и золотой цвета слились воедино. Солнце с давних пор изображалось золотым цветом, эта традиция не прекращалась много веков.
В Индии их союз обозначал общность священного и повседневной жизни — свет, посланный свыше, становится источником благосостояния, с его помощью появляются плоды. В Китае золотисто-жёлтый стал цветом императора и его семьи. Даже кровли императорских резиденций красились в жёлто-золотой.   Его использование простолюдинами считалось преступлением, за которое полагалась смертная казнь. Египтяне активно использовали золотую краску в росписях: золотисто-жёлтая кожа у Исиды в гробнице Нефертари, у Хатхор на настенных росписях также золотая кожа, Птах изображался на золотом фоне, золото было цветом Гора.
С раннехристианской эпохи золото присутствует в церкви и, чем далее, тем более плотно оно внедрялось в христианское богослужение. При этом золото, материал, связано с собственно цветом. Золотой цвет в представлении людей того времени был вознесён на ту же высоту, что и белый. Распространённым было представление о золотом сиянии, исходящем от построек Небесного Иерусалима и его слиянии с чистым золотом, золото считалось зримым воплощением святого Духа, божественной мудрости. Наиболее полное визуальное представление эта идея получила в мозаичном убранстве храмов Византийской империи.

## В искусстве

### Мозаики

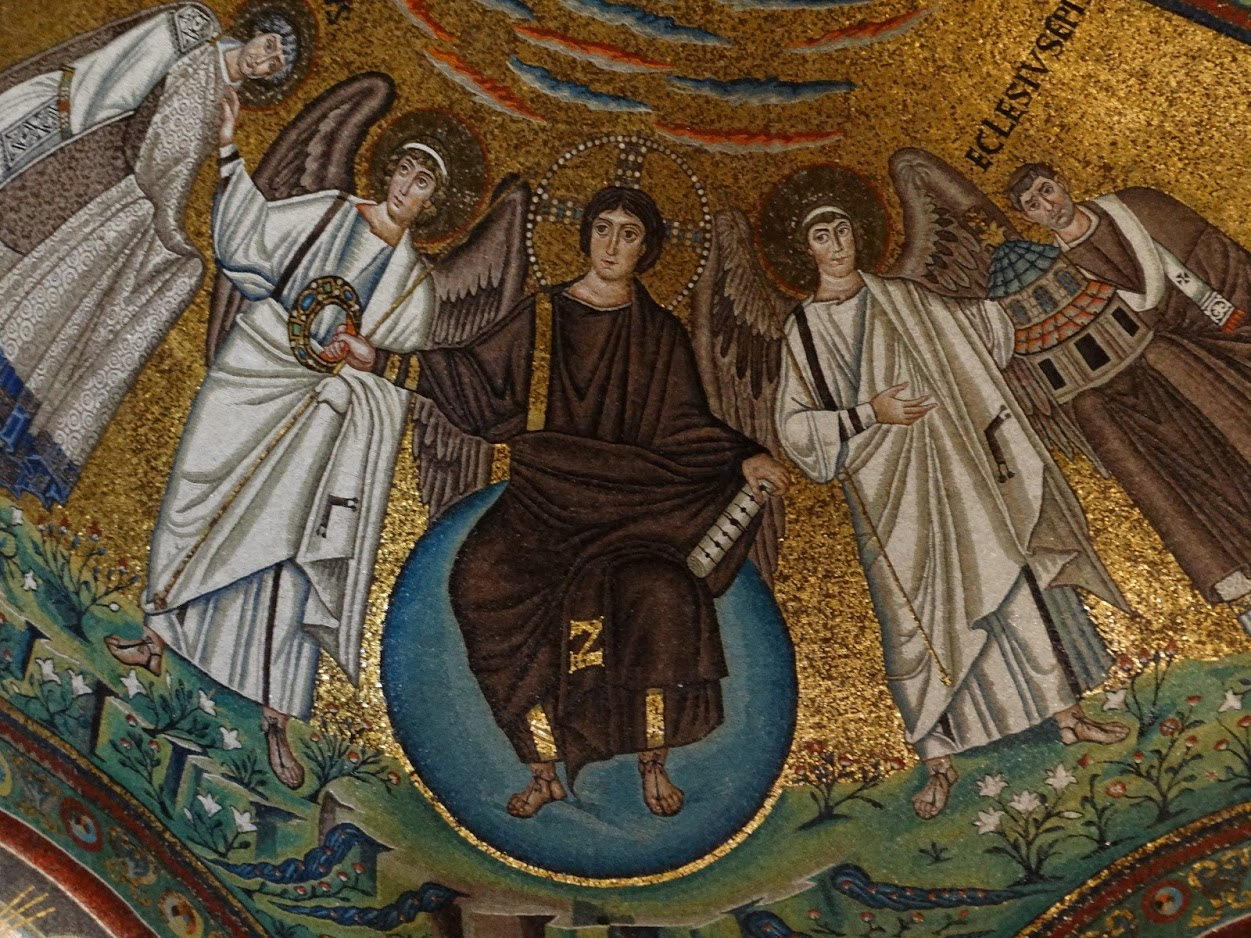
Базилика Сан-Витале. Равенна. Иисус Христос с ангелами и Святым Виталием. Мозаика VI в.

В Византийской империи в церемониалах дворцовом и религиозном жёлтый цвет или золотой имел важное значение, особенно часто он использовался как цвет фона. По выражению С. Аверинцева, в Византии жёлтый или золотой исполнял роль «гармонизирующего медиума», объединяя миры священный и профанный. Он широко использовался в монументальной живописи, мозаике, иконописи, книжной миниатюре.
В мозаиках Софийского собора золотой — один из преобладающих цветов наряду с серым, серебряным, красным и синим. Мозаичные кубики (смальта) золотого и серебряного цвета делались из кубиков белых, на которые накладывалась соответственно золотая или серебряная фольга, покрываемая защитным тонким слоем расплавленного стекла.

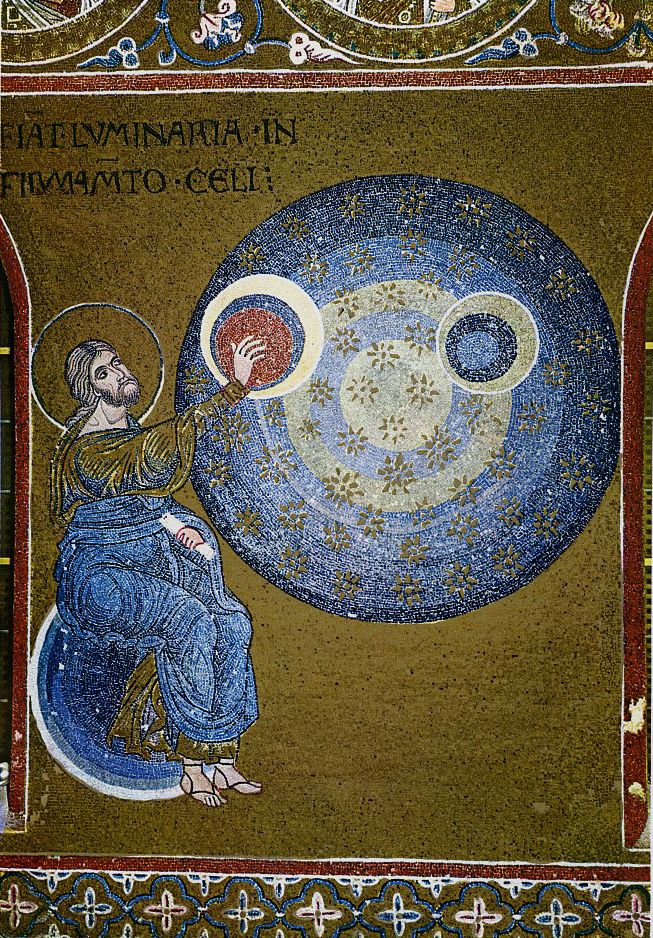
Сотворение звёзд. 1172-1176. Мозаика. Монреале, собор

Влияние византийской традиции прослеживается в мозаичном убранстве венецианских храмов, в том числе собора Сан-Марко: золотой фон объединяет композиции разных эпох (XII—XVI вв.), созданные в различной стилистике — самые известные из них датируются XIII веком. В Сицилии арабо-норманнского периода самые впечатляющие мозаики на золотом фоне в византийской манере украсили королевские резиденции и церкви, сооруженные при Рожере II. Особенно выделяются среди них мозаичные панно на библейские сюжеты собора Монреале, их площадь составляет свыше 8000 квадратных метров.

### Живопись

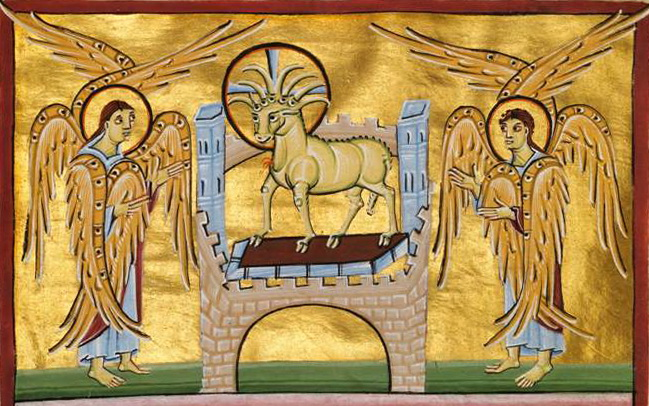
Агнец и Книга за семью печатями. Бамбергский Апокалипсис. Ок. 1220

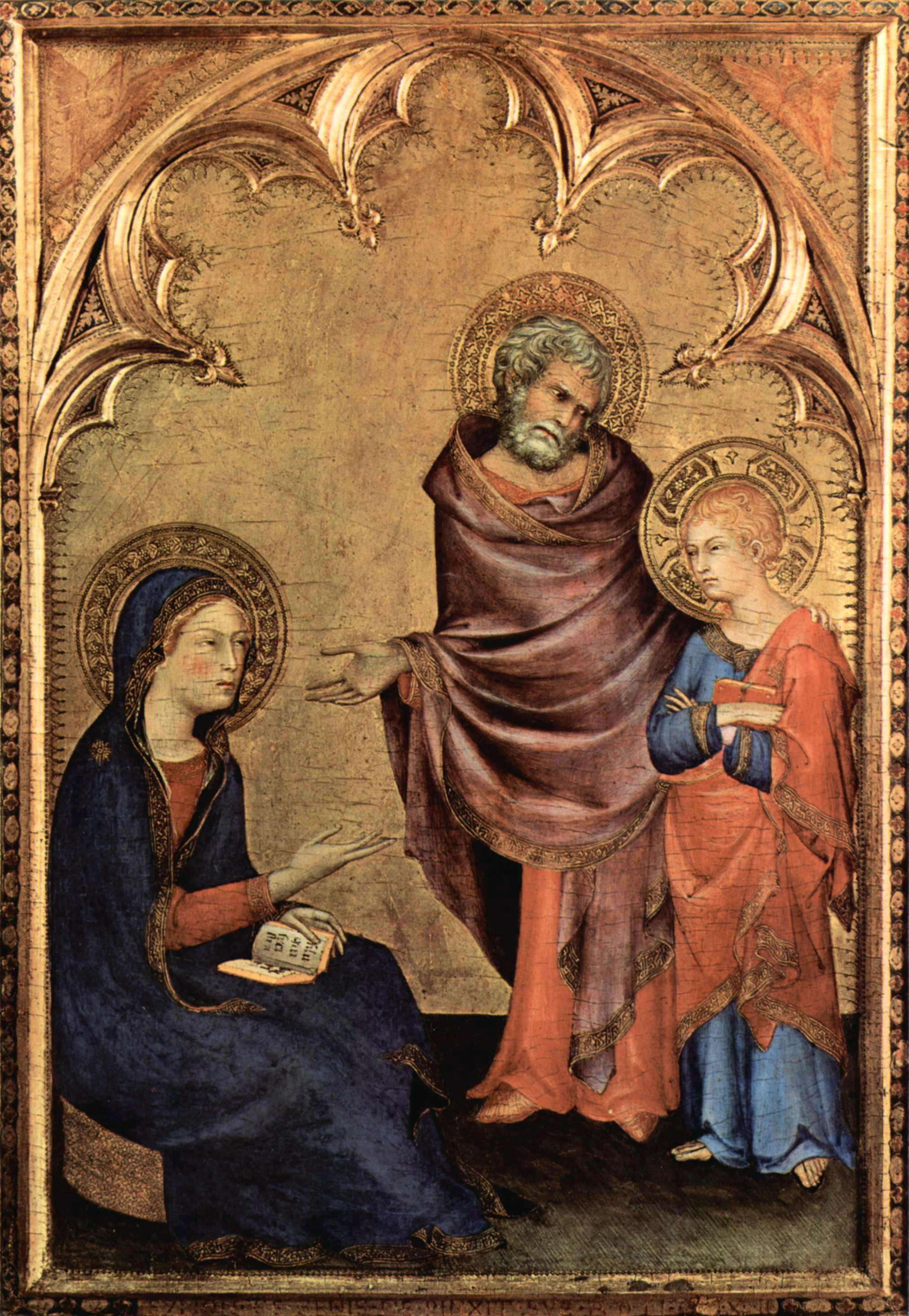
Симоне Мартини. Возвращение Иисуса из Храма

Уже художники-создатели фаюмских портретов золотили фоны вокруг голов, писали золотом украшения. Золотились и энкаустические иконы ранних христиан (VI—VII вв.) — для фонов и нимбов использовалось сусальное золото, фоны украшались чеканкой или гравировкой подстилающего слоя, орнамент наносился и поверх краски. Свет, исходящий от золота иконы, символизировал для молящегося божественный свет. В западноевропейской станковой живописи традиция писать образы святых на золотом фоне сохранялась несколько столетий. Золотой фон, сменивший пейзажные фоны эллинизма и комбинированные пейзажно-орнаментальные фоны раннего христианства, создавал у зрителя впечатление об идеальном мире. Он также был одной из самых ярких частей живописного произведения, зачастую доминирующей в общем цветовом решении; принимая на себя свет извне и отражая его, служил заменой изображения (отсутствующего в средневековой живописи) источника света.
Золотой цвет, в отличие от других пигментов и красок, использовавшихся средневековыми художниками, был напрямую связан собственно с металлом. Поэтому изображение с золотым фоном имело двойственную природу, находясь на полпути между произведениями живописи и ювелирными изделиями. Как и утварь из драгоценного металла, и облачение священников, оно занимало вполне определённое место в ходе церковной службы. По мнению исследователей искусства раннего средневековья, уже на этом этапе золото не исполняло роль просто задника картины. Оно создавало некое трёхмерное пространство, пришедшее на смену античной имитации окружающего мира. Уже в книжной миниатюре Оттоновского возрождения сусальное золото фонов создаёт «своеобразные сгустки пространственности, рассеянные среди иератически уплощённых форм» (Соколов). Золотой цвет занимал особое положение среди других цветов в образном строе «убранства божества». Любой другой материал обретал символический смысл лишь после претворения его в пигмент, золото же сохраняло свою «первозданную сущность» и метафорическое значение во всех ипостасях, начиная от золотого слитка и кончая краской, которой работал художник.
Цвет передавался двумя способами — либо тонко растертым золотом в смеси со связующим, либо тончайшими листками (сусальным золотом), которое могло клеиться на грунт или, после завершения картины, на красочный слой. Первый известный документ, в котором описывается применение сусального золота в живописи — Луккский манускрипт, датируемый VIII веком. Здесь также указывается, что золотой фон, становившийся тёмным после полировки зубом животного, орнаментировался чеканкой или гравировкой. Художники Византии лишь отделяли нимбы от фона, используя циркуль или небольшие штампы. Итальянские мастера пошли дальше, усложняя орнамент, обогащая таким образом монотонную золоченую поверхность. Особенной виртуозности в технике гравировки и чеканки по золотому итальянцы достигли в XIV веке. Ченнини указывает, что гравировкой по золоту художник может исполнить «листья и другие фигуры, которые мерцают на золоте». Он отмечает, что тени зернить не нужно, полутень передается небольшим зернением, а в света́х зернение должно быть самым активным, интенсивно осветляя золото. Орнаментация золотого фона превратилась в отдельный творческий акт. Сопоставимый по важности с собственно живописью, он увеличивал художественную ценность произведения. Особенно популярной орнаментация была в Сиене, где Симоне Мартини, один из крупнейших художников того времени, начав с использования простейших штампов, всё более усложнял и развивал их рисунок и комбинации. Манера работы Мартини по золотому фону вошла в употребление по всей Италии, в меньшей степени ей были привержены художники Флоренции. Они вскоре взяли на вооружение более простой способ декорировки, а затем и вовсе отказались от золотых фонов — их вытеснили пейзаж и архитектурные мотивы. Наиболее сильно итальянцы сократили применение золота при переходе к живописи масляными красками, которые, в отличие от темперы, давали возможность писать с бо́льшим реализмом. Леон Батиста Альберти отводит золоту в живописи довольно скромную роль всего лишь инструмента для создания «ремесленных украшений» произведения. Он отмечает, что даже золотые предметы можно написать, не прибегая к помощи золотой краски, «ибо подражая сиянию золота цветом, художник достигает большего признания и славы». Вазари довольно кратко описал методы приготовления составов и приёмы золочения в своей работе «О живописи», при этом не связывая применение золота и собственно создание живописи. Золото осталось лишь на рамах картин, словно напоминание о давней традиции.
Золотые фоны в станковой живописи распространились из Италии на Центральную Европу, однако там они орнаментировались не так мастерски. Позднее золотой фон мог сочетаться в одном произведении с фоном пейзажным, как, например, в работах Мастера Алтаря Святого Варфоломея из Кёльна. Фоны золотого цвета у североевропейских художников (в частности немецких) встречаются ещё в произведениях первых десятилетий XVI века, когда итальянцы уже давно отказались от них. В Нидерландах золотая краска активно использовалась мастерами алтарной живописи — они писали и чистой золотой краской и, смешивая её с другими пигментами, чтобы усилить живописные эффекты. Так работали Рогир ван дер Вейден, Иероним Босх, Ханс Мемлинг и многие другие художники-северяне.
Чеканка золотого фона в Византии, довольно сдержанная в доиконоборческий период, как считает Ю. Гренберг, не была столь распространена после иконоборчества. Фоны здесь утратили свою декоративность, но сохранили важное символическое значение.
В древнерусской живописи золотой цвет использовался для фонов и нимбов, изображения ассиста — штрихов на крыльях ангелов, складках одежды, предметах интерьера и архитектурных мотивах. Нереальные фоны (также влияние византийских традиций) русских икон — не только золотого, но и серебряного, белого или кремового цветов, определяли различие между священным и земным, обыденным мирами.
Иконописцы владели всеми способами золочения, известными к тому времени. Иногда, чтобы имитировать золотой цвет, использовалось серебро, как, например в ярославской иконе «Толгская Богоматерь» (XIV в.). Поверх красочного слоя золотом наносились надписи, детали, орнамент, аксессуары — для этого применялась так называемая инокопь — золочение сусальным золотом, где клеящим веществом служил сок чеснока либо сок конского навоза. Позднее, особенно начиная с XVII в., вместо трудоёмкого золочения листочками металлов иконописцы работали творёным золотом. Распространилась живопись красками по золоту или серебру — «цвечение золота». Способ этот применялся для того, чтобы придать золоту или серебру дополнительный цветовой нюанс, а также для имитации золота (шафраном по сусальному серебру).
С наступлением эпохи барокко золотой цвет сменил синий в традиционной иконографии Девы Марии. Cимволизируя божественный свет, золотой оставался атрибутом Богоматери до принятия догмата о Непорочном зачатии (1854), когда его потеснил белый цвет — символ чистоты и непорочности.

## Реклама и маркетинг
По данным Института цвета Pantone, оттенки золотого цвета в упаковке продукции (а это то, что первым делом попадается на глаза и должно производить достаточно сильное впечатление за небольшой промежуток времени) использует множество брендов. Покупатель принимает решение о приобретении того или иного продукта, основываясь большей частью на цвете упаковки. Считается, что золотой цвет обращает на себя внимание и подсознательно связывается с благородной изысканностью, богатством. Золотой в дизайне составляет выгодный контраст другим цветам, подчёркивает текстуру материала.

## Дизайн

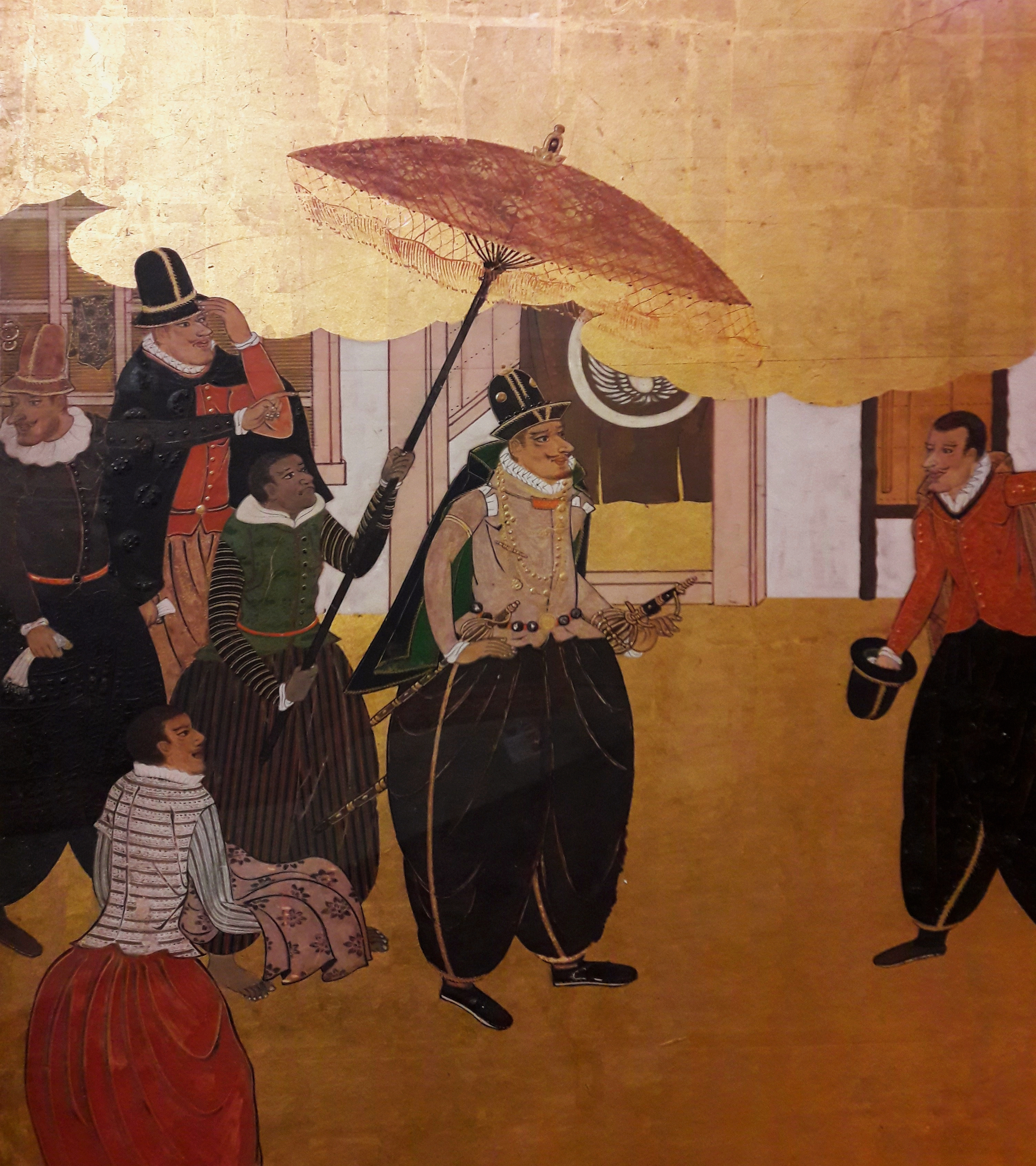
Кано Доми. Прибытие португальских судов (фрагмент). Ширма. 1593-1600

Жёлтый цвет — это цвет, который заметен издалека. Жёлто-золотые поверхности к тому же отражают всё, что их окружает. В дизайне золотой цвет воспринимается двояко: есть мнение, что декорирование интерьеров этим цветом является свидетельством дурного вкуса. Однако, умело используя его, можно достичь впечатляющих результатов. Это сложный цвет, там, где на него падает свет, золотой светится ярко-жёлтым, в тенях же он кажется тёмно-коричневым. Интересный эффект даёт на изгибающихся поверхностях, раскрываясь перед наблюдателем во всём богатстве разнообразных оттенков. Интерьеры в так называемом «дворцовом стиле» или в стиле барокко требуют множества деталей именно этого цвета.
В Японии ширмы, расписанные по фону, состоявшему из квадратиков золотой фольги (роспись кимпэки-га) известны с середины XIV в. Они не только украшали японские дома, но и импортировались в Китай. В японских декоративных лаках маки-э обыгрывается контраст чёрной полированной поверхности с пудрой, крупинками или инкрустациями кусочков золота и других металлов. Позднее, в XVIII—XIX вв., в лаковых изделиях стали сочетать поверхности золотого цвета различной фактуры: как гладкие, так и тиснёные.
В Европе золотой цвет, как символ власти и богатства, широко использовался в эпоху барокко. Жёлто-золотой стал цветом Людовика XIV, прозванного «Королём-Солнцем», самого могущественного монарха того времени. Дворцы и богатые дома были перенасыщены золотым декором, зачастую золотые элементы размещались на фоне того же цвета. В некоторых случаях золотой подавлял все остальные составляющие интерьера, он первенствовал в контрастной и яркой цветовой гамме той эпохи. Высоко ценились ковры из Персии с узорами на золотом или серебряном фоне или из алого бархата, затканного золотыми и серебряными нитями. В Версале их расстилали на столах в дни больших празднеств.